# CCDC97
CCDC97 (англ. Coiled-coil domain containing 97) – білок, який кодується однойменним геном, розташованим у людей на довгому плечі 19-ї хромосоми. Довжина поліпептидного ланцюга білка становить 343 амінокислот, а молекулярна маса — 38 947.
| 10         |  | 20         |  | 30         |  | 40         |  | 50         |
| ---------- |  | ---------- |  | ---------- |  | ---------- |  | ---------- |
| MEAVATATAA |  | KEPDKGCIEP |  | GPGHWGELSR |  | TPVPSKPQDK |  | VEAAEATPVA |
| LDSDTSGAEN |  | AAVSAMLHAV |  | AASRLPVCSQ |  | QQGEPDLTEH |  | EKVAILAQLY |
| HEKPLVFLER |  | FRTGLREEHL |  | ACFGHVRGDH |  | RADFYCAEVA |  | RQGTARPRTL |
| RTRLRNRRYA |  | ALRELIQGGE |  | YFSDEQMRFR |  | APLLYEQYIG |  | QYLTQEELSA |
| RTPTHQPPKP |  | GSPGRPACPL |  | SNLLLQSYEE |  | RELQQRLLQQ |  | QEEEEACLEE |
| EEEEEDSDEE |  | DQRSGKDSEA |  | WVPDSEERLI |  | LREEFTSRMH |  | QRFLDGKDGD |
| FDYSTVDDNP |  | DFDNLDIVAR |  | DEEERYFDEE |  | EPEDAPSPEL |  | DGD        |

A: Аланін

C: Цистеїн

D: Аспарагінова кислота

E: Глутамінова кислота

F: Фенілаланін

G: Гліцин

H: Гістидин

I: Ізолейцин

K: Лізин

L: Лейцин

M: Метіонін

N: Аспарагін

P: Пролін

Q: Глутамін

R: Аргінін

S: Серин

T: Треонін

V: Валін

W: Триптофан

Кодований геном білок за функцією належить до фосфопротеїнів. 
Задіяний у такому біологічному процесі, як ацетилювання. 